# Lepthyphantes lingsoka
Lepthyphantes lingsoka är en spindelart som beskrevs av Benoy Krishna Tikader 1970. Lepthyphantes lingsoka ingår i släktet Lepthyphantes och familjen täckvävarspindlar. Inga underarter finns listade i Catalogue of Life.